# Edward Martyn
Edward Martyn (født 30. januar 1859, død 5. december 1923) var en irsk politisk og kulturel aktivist og forfatter til en række skuespil. I hans vennekreds var William Butler Yeats og Lady Gregory med hvem han grundlagde teateret Irish Literary Theatre. Han var også i familie med – og ven med – George Moore, selvom de to ofte havde deres uenigheder. Endvidere var han i familie med den ungarske kunstner og billedhugger, Ferenc Martyn. Martyn var desuden den første leder af Sinn Féin, som han grundlagde sammen med Arthur Griffith.
Martyn gjorde voldelig modstand mod det engelske styre i Irland og blev bragt for retten i 1905 som resultat af en bemærkning om, at "alle irlændere, der går ind i den engelske hær, burde have pisk". Ved sin død var han ugift og donerede sin krop til videnskaben. Han blev efter eget ønske begravet i et gravsted for fattigfolk.